# Ciocnirea civilizațiilor
Ciocnirea civilizațiilor și refacerea ordinii mondiale (The Clash of Civilizations and the Remaking of World Order) este o carte scrisă de Samuel P. Huntington în 1996.
Samuel Phillips Huntington este profesor la Harvard și un analist politic care a obținut notorietatea internațională prin lucrarea “Ciocnirea civilizațiilor și refacerea ordinii mondiale” (1996), în care susține teza unei noi ordini mondiale, instaurată la sfârșitul Războiului Rece. 
Teoria propusă de acesta, a fost formulată pentru prima oară în 1993, în “Foreign Affairs”, unde a publicat un articol intitulat “Ciocnirea civilizațiilor?”. Articolul era o reacție la cartea lui Francis Fukuyama, “Sfârșitul istoriei și ultimul om” (1992). În 1996, el își dezvoltă teoria în lucrarea “Ciocnirea civilizațiilor și refacerea ordinii mondiale”. 
În România, lucrarea a apărut la editura Antet, într-o traducere realizată de Radu Carp și prefațată de Iulia Motoc. 
Huntington pleacă în lucrarea sa de la diversele teorii asupra naturii politicii globale, în perioada de după Războiul Rece. Unii dintre autorii acestor teorii susțineau că drepturile omului, democrația și capitalismul au devenit singura alternativă ideologică pentru națiunile contemporane. Astfel, Francis Fukuyama argumenta că lumea a atins “sfârșitul istoriei”. 
Huntington crede în schimb că în timp ce epoca ideologiilor a apus, lumea s-a întors la o stare normală caracterizată prin conflicte culturale. În teza sa, el argumentează că principală cauză a conflictelor în viitor vor fi diferențele de ordin cultural și religios. 
Ca o extensie, el arată că conceptul de civilizație, ca cea mai înaltă formă de exprimare a identității culturale, va deveni din ce în ce mai utilă în analizarea potențialului de conflict. În acest sens el spunea: “Ipoteza mea susține că sursa fundamentală a conflictului în această lume nouă nu va fi determinată de aspectul economic sau de cel ideologic. Marea diviziune în rândul rasei umane și sursa dominantă a conflictelor va fi cea culturală. Statele naționale vor rămâne în continuare cei mai importanți actori în problemele lumii, însă principalele conflicte între națiuni și grupuri din diferite civilizații. Ciocnirea civilizațiilor va domina politica mondială. Linia dintre civilizații va reprezenta în viitor linia frontului” . 
În esență, teza provocatoare și importantă a “Ciocnirii civilizațiilor” este aceea ca creșterea violențelor în lume este determinată de conflicte între state și culturi care se bazează pe tradiții religioase. Huntington, fost consilier politic a lui Clinton, argumentează că oamenii politici trebuie să țină cont de această situație în special când intervin în problemele interne ale altor țări. 
În cele cinci părți ale cărții sale el dezvoltă această teorie:
Partea I: Susține ideea conform căreia pentru prima oară în istorie, politica globală a devenit atât multipolară cât și multicivilizațională; modernizarea este prezentată distinct față de occidentalizare și ea nu produce nici o universalizare a civilizației si nici o occidentalizare a acesteia.
Partea II: Balanța puterii se schimbă în rândul civilizațiilor: Vestul se află într-un relativ declin, în timp ce Asia își dezvoltă puterea economică, politică și militară. Islamul cunoaște o explozie demografică cu consecințe negative asupra țărilor musulmane și asupra vecinilor lor. Toate civilizațiile non-vestice își reafirmă propriile valori culturale.
Partea III: Acum se pun bazele unei noi ordini mondiale. Aceasta se caracterizează prin: societățile care au afinități culturale vor coopera între ele; eforturile de a schimba o societate de la o civilizație la alta vor eșua; țările se vor grupa în jurul statului care exprimă chintesența civilizației lor. 
Partea IV: Pretențiile universaliste ale Vestului vor determina din ce in ce mai des conflicte cu celelalte civilizații, în special cu Islamul și China; la nivel local se vor declanșa războaie între musulmani și non-musulmani.
Partea V: Supraviețuirea Vestului depinde de americani care trebuie să-și reafirme identitatea, dar și de restul statelor vestice care trebuie să accepte că civilizația lor este unică și nu universală, iar țelul lor trebuie să fie efortul comun de reînnoire și prezervare a civilizației lor în fața asaltului civilizațiilor non-vestice. Evitarea unui război global al civilizațiilor depinde de măsura în care liderii mondiali vor accepta să coopereze pentru a menține caracterul multicivilizațional al politicii globale.
În cadrul lucrării sale, autorul utilizează o serie de concepte noi și realizează o interesantă diferențiere a civilizațiilor. Elementul religios se pare că este criteriul cel mai important în această clasificare. În unele cazuri el folosește însă și alte criterii, precum proximitatea geografică sau similitudinile lingvistice. În funcție de aceste criterii el deosebește următoarele civilizații:
- Civilizația „vestică”: cuprinde, după el, vestul Europei (Uniunea Europeană) și America de Nord. Tot aici se află și alte state derivate din statele europene, precum Australia sau Noua Zeelandă.
- Civilizația „ortodoxă”: cuprinde toate statele „ortodoxe printre care și România și Grecia.
- America Latină: E un hibrid între civilizația vestică și populația locală. Poate fi considerată ca parte a civilizației vestice însă cu structuri sociale și politice distincte de Europa și SUA.
- Civilizația „musulmană”
- Civilizația „sinică”: cuprinde China,Coreea, Singapore, Taiwan și Vietnam.
- Civilizația „japoneză”: considerată de autor a fi o sinteză între civilizația chineză și popoarele altaice...
- Civilizația hindică
- Civilizația Africii subsahariene: poate să devină, în concepția autorului, a opta civilizație.

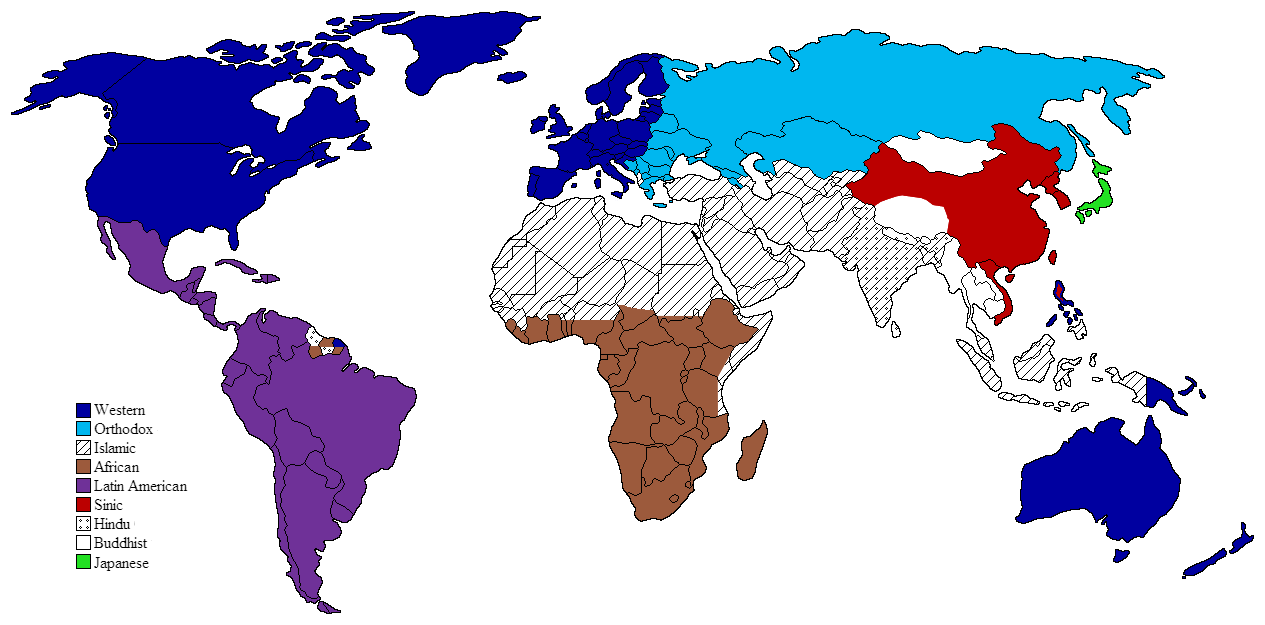
Civilizațile lumii după Huntington

Huntington susține ideea conform căreia la sfârșitul Războiului Rece conflictele între aceste civilizații s-au accentuat. În acest sens el oferă exemplul războaielor din Iugoslavia, Cecenia sau conflictul dintre India
și Pakistan. O cauză fundamentală a acestor conflicte este credința Vestului în universalitatea sistemului său politic și a valorilor sale. Această idee este naivă și “promovarea în continuare a acestei idei nu va duce decât la accentuarea conflictului dintre civilizații.” Vestul trebuie să țină cont și de “civilizațiile concurente”, cea Sinică și Musulmană. Ele vor determina o schimbare a puterii politice, economice și militare, în detrimentul Vestului. 
Huntington arată că expansiunea civilizației vestice s-a încheiat și revoltele împotriva acesteia deja au început. Vestul se confruntă în zilele noastre cu numeroase probleme: slaba creștere economică, stagnarea populației, șomajul, droguri și criminalitatea. Astfel puterea economică se mută către Asia. Mai mult, puterea politică și cea militară o vor urma. Asia și islamul au fost cele mai active civilizații din ultimul sfert de secol. China probabil va avea cea mai puternică economie în secolul al XXI-lea, iar Asia este de așteptat să aibă șapte dintre cele mai puternice economii dintr-un „Top Ten” până în 2020. 
În concepția lui Huntington, civilizația sinică se afirmă deja datorită dezvoltării economice rapide. El crede că scopul Chinei este acela de a-și reafirma statutul de hegemon regional. În acel moment, statele din zonă i se vor subordona datorită tradiției istorice și a confucianismului. Aceste valori sunt opuse pluralismului și individualismului vestic. Cu alte cuvinte, statele din zonă, ca de pildă Coreea sau Vietnamul, vor accepta cererile chineze și vor deveni mult mai receptive la nevoile Chinei. Astfel Huntington crede că ridicarea Chinei prezintă una dintre cele mai importante amenințări pentru Vest.
	În ceea ce privește civilizația islamică autorul susține că ea a cunoscut o creștere explozivă a populației care a alimentat însă instabilitatea în interiorul ei, cât și la granițe. Pe fondul acestei situații, mișcările fundamentaliste au devenit din ce in ce mai populare. Manifestări pe care el le numește “Renașterea islamică” cuprind revoluția islamică din Iran din 1979 și primul război din Golf. 
Autorul vede civilizația musulmană ca un potențial aliat pentru China. Ambele au scopuri revizioniste și împart o istorie comună a conflictelor cu alte civilizații, în special cu Vestul. Interesele celor două civilizații sunt comune în ceea ce privește dezvoltarea armamentului, drepturile omului și democrația și opuse Vestului. Astfel se dezvoltă o 
“conexiune sino-islamică“; China va colabora îndeosebi cu Iranul și cu Pakistanul. 
Conflictele dintre civilizații vor avea loc “între musulmani și ne-musulmani”, si autorul identifică astfel “granițele însângerate” dintre civilizația islamică și cea non-islamică. Primele conflicte dintre cele două civilizații datează încă de la începutul Evului Mediu, odată cu invazia arabă în Europa și continuă cu cruciadele, cu expansiunea otomană și cu diviziunea lumii islamice de către imperiile europene în secolele al XIX-lea și al XX-lea.
In istoria recentă, factorii care au contribuit la ciocnirea celor doua civilizații sunt: Renașterea islamică, explozia demografică in lumea islamică, la care se adauga pretențiile universaliste ale Vestului.
Toți acești factori, istorici și moderni, vor conduce la ciocnirea dintre civilizația musulmana și cea occidentală. Aceasta va fi cel mai sângeros conflict al secolului al XXI-lea. Astfel atacurile de la 11 septembrie 2001 și acțiunile ulterioare din Afganistan si Irak au fost văzute ca o dovadă a teoriei lui Huntington. 
În accepțiunea lui Huntington, conflictele dintre civilizații pot avea doua forme: “conflicte de-a lungul liniei de contact” și “conflicte între state-nucleu”. Primul tip de conflict se desfășoară la nivel local și are loc între state cu granița comună dar care aparțin unor civilizații diferite sau în interiorul aceluiaș stat dar care are populații care aparțin unor civilizații diferite. Al doilea tip de conflict se desfășoară la nivel global între state importante aparținând unor civilizații diferite. 
O altă interesantă delimitare făcută de autor este aceea între modernizare, occidentalizare și “state sfâșiate” 
(ambivalente).
Huntington face o distincție între modernizare și occidentalizare. Criticii tezei susțin că nu este posibilă modernizarea fără occidentalizare. Ca replică, cei care dau dreptate tezei lui Huntington aduc ca argument situația Japoniei. După ei, ea a adoptat tehnologia occidentală, democrația parlamentară, capitalismul, dar a rămas distinctă din punct de vedere cultural față de Occident. Aceeași situație o are și China sau “tigrii asiatici”. 
Probabil cel mai bun exemplu al unei modernizări fără occidentalizare este Rusia, statul cheie al lumii ortodoxe. Huntington susține ideea că Rusia este un stat ne-occidental chiar dacă împărtășește cu Vestul o bună parte din moștenirea sa culturală. În acelaș timp Occidentul se deosebește de civilizația „ortodoxă” prin faptul că a cunoscut Renașterea, Reforma și Iluminismul.
Autorul se referă la statele care încearcă să se afilieze la alte civilizații ca “state sfâșiate”. Turcia, a cărei lideri politici au încercat să occidentalizeze țara încă de la 1920, este cel mai bun exemplu. Istoria, tradițiile și cultura Turciei sunt derivate din civilizația islamică, dar elita pro-occidentală a imprimat țării o altă orientare, impunând instituții occidentale, 
alfabetul latin, a aderat la NATO, și caută să adere la Uniunea Europeană. Mexicul și Rusia sunt considerate de autor a fi la fel, “torn countries”. Australia este catalogată la fel, datorită civilizației sale vestice și orientării economice spre Asia. 
Un “stat sfâșiat” trebuie să împlinească trei cerințe pentru ca să își redefinească identitatea: elitele trebuie să suporte tranziția; masele trebuie să accepte redefinirea; elitele civilizației căreia “statul sfâșiat” încearcă să alăture trebuie să accepte această țară.
Din momentul apariției în 1993, teza lui Huntington a fost foarte criticată. În primul rând, cartea lui se bazează pe dovezi de o evidență amuzantă. Studii riguroase au arătat ca nu există o accentuare a frecvenței conflictelor dintre civilizații în perioada de după războiul rece . De fapt, războaiele regionale, s-au accentuat imediat după sfârșitul Războiului Rece, însă pe măsură ce timpul a trecut ele au devenit din ce in ce mai puține. În orice caz, rămâne de văzut în ce măsură războaiele care au avut loc pot fi atribuite “conflictelor intercivilizaționale”.
Alții au arătat că civilizațiile identificate de autor sunt dezbinate și nu au unitate internă. Lumea musulmană este puternic fracturată de-a lungul granițelor etnice. Arabii, turcii, pakistanezii sau indonezienii au fiecare viziuni diferite asupra lumii. Ce mai importantă critică este aceea că autorul nu folosește un criteriu clar de delimitare a civilizațiilor. De exemplu, diferențele culturale dintre China și Japonia nu sunt mai mari decât cele dintre China și Vietnam, dar cu toate acestea Vietnamul este alături de China în cadrul civilizației „sinice”, în timp ce Japonia se află alături de cea occidentală. 
O altă problemă este aceea că civilizația „vestică” nu ține cont de: ramura catolică și protestantă, de diferențele culturale dintre lumea germanică și cea latină etc.
Amartya Sen a scris lucrarea “Identitate și violență: Iluzia unui destin” , o critică la adresa tezei lui Huntington după care va izbucni un inevitabil conflict civilizațional. El argumentează că principala cauză a violenței este dată de momentul când oamenii se privesc reciproc din perspectiva unei singure afiliații: hinduiști sau musulmani, catolici sau ortodocși etc. și nu au o perspectivă multiplă ca de exemplu: hinduist, femeie, soție, mamă, artist, fiică, etc, toate putând fi o sursă de identitate pentru o persoană. 
Paul Berman, în cartea sa “Teroare și liberalism” susține că în ziua de azi nu există o graniță culturală clară, astfel că nu există o civilizație islamică și nici o civilizație occidentală, iar dovezile pentru o ciocnire a civilizațiilor nu sunt convingătoare, mai ales când luăm în considerare relațiile deosebite dintre SUA și Arabia Saudită. 
Valorile se transmit mult mai ușor decât lasă Huntington să se înțeleagă. Națiuni precum India, Turcia, Japonia și cea mai mare parte a statelor est-europene au devenit democrații, iar Vestul însuși a fost dominat de dictatură și fundamentalism în cea mai mare parte a istoriei sale. 
Edward Said în lucrarea „Ciocnirea ignoranței” , spunea că Huntington definește civilizația ca un concept fix, lipsit de dinamism și interacțiune culturală. Teoria conform căreia fiecare lume este autarhică, închisă este aplicată întregii societăți umane. Scopul ei, după Said, este acela de a legitima anumite politici, de a menține o stare de război pe timp de pace. După el, Huntington continuă Războiul Rece prin alte mijloace și nu face nici un efort în a ne face să înțelegem lumea contemporană sau să ajute la reconcilierea a mai multor culturi. 
O alta critică la adresa cărții este lansată de defunctul Papa Ioan Paul II : “O ciocnire va urma numai când islamul si creștinismul sunt interpretate greșit sau sunt manipulate în scopuri politice sau ideologice.” 
În concluzie, lucrarea lui Huntington, în ciuda caracterului inedit, este o lucrare periculoasă, întrucât deformează realitatea. Ea suferă de faptul că e prea vagă, iar abordarea amuzantă, nesistematică a unui subiect sensibil a creat o serie de tensiuni. Ea a contribuit la accentuarea temerilor Vestului față de islam care a fost perceput ca o mișcare antioccidentală. Aceasta este puterea unui text bine scris și convingător; aceea de a distorsiona percepția individuală asupra unor civilizații